# Italská republika (1802–1805)
Italská republika (italsky Repubblica Italiana) byla státní útvar v severní Itálii existující v letech 1802–1805. Byla vytvořena jako loutkový (sesterský) stát První Francouzské republiky změnou ústavy Cisalpinské republiky.

## Historie
Díky ústavním změnám bylo umožněno zvolit prezidentem republiky Napoleona. Byl zvolen na 10 let. Viceprezidentem se stal Francesco Melzi d'Eril, který vykonával úlohu prezidenta v době jeho nepřítomnosti.
Melzi byl popisován jako gentleman. Účinně řídil vnitřní záležitosti státu během tří let jeho existence. Nikdy Napoleonovi plně nepodléhal. Melzi byl z této řídící pozice odvolán po vyhlášení monarchie ve prospěch lépe ovladatelných mužů; přesto měla Melziho osobnost Napoleonův soukromý hluboký respekt.
Vláda se skládala ze sedmi ministrů. Ministrem války byl nejdříve Alessandro Trivulzi a poté, od roku 1804, generál Domenico Pino; ministrem vnitra byl zprvu Luigi Villa a po něm, od roku 1803, Daniele Felici; ministrem zahraničních věcí byl Ferdinando Marescalchi; ministrem spravedlnosti a Velkým soudcem Bonaventura Spannocchi; ministrem státní pokladny byl Antonio Veneri; ministrem financí Giuseppe Prina a ministrem náboženství byl Giovanni Bovara. Po vyhlášení Francie císařstvím v roce 1804 byla Italská republika posléze Napoleonem přetvořena na království.